# Tierra Blanca, Atlixtac
Tierra Blanca är en ort i Mexiko.   Den ligger i kommunen Atlixtac och delstaten Guerrero, i den sydöstra delen av landet, 230 km söder om huvudstaden Mexico City. Tierra Blanca ligger 1 903 meter över havet och antalet invånare är 220.
Terrängen runt Tierra Blanca är bergig norrut, men söderut är den kuperad. Runt Tierra Blanca är det ganska glesbefolkat, med 42 invånare per kvadratkilometer. Närmaste större samhälle är Zoquitlán, 0,84 km norr om Tierra Blanca. I omgivningarna runt Tierra Blanca växer huvudsakligen savannskog.